# Orthetrum caffrum
Orthetrum caffrum là một loài chuồn chuồn ngô thuộc họ Libellulidae, được Hermann Burmeister phân loại vào năm 1839. Chúng được tìm thấy ở Angola, Cameroon, Tchad, Bờ Biển Ngà, Ethiopia, Guinée, Kenya, Malawi, Mozambique, Namibia, Sierra Leone, Nam Phi, Sudan, Tanzania, Uganda, Zambia, Zimbabwe, có thể Burundi, và có thể Gambia. Các môi trường sống tự nhiên của chúng là các khu rừng ẩm ướt đất thấp nhiệt đới hoặc cận nhiệt đới, các khu rừng vùng núi ẩm nhiệt đới hoặc cận nhiệt đới, vùng cây bụi nhiệt đới hoặc cận nhiệt đới vùng đất cao, sông, đất ngập nước với cây bụi là chủ yếu, suối nước ngọt, và Alpine wetlands.